# Vlado Košić

Bischofswappen von Vlado Košić

Vlado Košić (* 20. Mai 1959 in Varaždin, Kroatien, ehemals Jugoslawien) ist Bischof von Sisak.

## Leben
Košić wuchs in seinem Heimatort Družbinec, die zur römisch-katholischen Pfarrgemeinde Petrijanec zählt, auf. Dort besuchte er die Grundschule.
Er absolvierte die interdiözesane Mittelschule Šalata für Priesteramtskandidaten im Erzbistum Zagreb, wo er 1978 seine Matura ablegte. An der römisch-katholischen Fakultät der Universität Zagreb studierte und diplomierte Košić im Jahre 1985 im Fachgebiet der Theologie. Den Magistergrad im Fachgebiet der Dogmatik erlangte Košić 1989. Es erfolgte eine Dissertation am 23. Juni 1997.
Seine Promotion in den Fachgebieten der Theologie erfolgte am 28. November 1997 an der Fakultät zu Zagreb.
Zum römisch-katholischen Priester wurde Vlado Košić im Erzbistum Zagreb am 30. Juni 1985 durch Franjo Kuharić geweiht. Die Aufgaben eines Gemeindevikars übernahm Košić in Karlovac und Zagreb. Als Pfarrer war Košić pastoral von 1990 bis 1995 in der Pfarrgemeinde von Hrastovica tätig. Dort erlebte er auch den Beginn des Kroatienkrieges und musste mit seiner Gemeinde vor den vorrückenden serbischen Truppen im September 1991 fliehen. Von 1992 bis 1995 diente er zusätzlich als Gemeindepfarrer von Petrinja und war in einer Holzhütte neben dem Checkpoint der UNO-Friedenstruppe an der Frontlinie in Mošćenica, einem Vorort von Petrinja, untergebracht. Die Erinnerungen an diese Zeit, in der er intensive Kontakte zur Katholischen Kirche in Deutschland pflegte, hat er in seinem Buch „Župnik na prvoj crti“ (Pfarrer an der Frontlinie) 1999 niedergeschrieben, das im Jahre 2010 eine zweite Auflage erlebte. Just nach der Befreiung von Petrinja durch die kroatische Armee am 6. August 1995 wurde er an die römisch-katholische Fakultät zu Zagreb versetzt, wo er als Hochschulassistent das Fach Dogmatik lehrte.
Papst Johannes Paul II. ernannte Vlado Košić am 29. Dezember 1998 zum Weihbischof und Titularbischof von Ruspae. Die feierliche Bischofsweihe erfolgte am 6. Februar 1999 im Erzbistum Zagreb durch Josip Bozanić. Als Mitglied in der Kroatischen Bischofskonferenz übernimmt Vlado Košić die Aufgaben des Interreligiösen Dialogs mit der Serbisch-Orthodoxen Kirche, zudem ist Košić Mitglied der päpstlichen Kommission am Kroatischen Kollegium vom Heiligen Hieronymus in Rom. In der kroatischen Bischofskonferenz ist Vlado Košić Präsident der Kommission „Justitia et Pax“ und Präsident des Rates in Fragen der Ökumene mit den christlichen Kirchen und des interreligiösen Dialogs der Religionen.
Am 5. Dezember 2009 ernannte ihn Papst Benedikt XVI. zum ersten Bischof von Sisak. Die Amtseinführung fand am 6. Februar 2010 statt.
Obwohl er einer der kleinsten und ärmsten Diözesen vorsteht, ist Bischof Košić mittlerweile durch sein pastorales und gesellschaftliches insb. soziales Engagement über die Grenzen seiner Diözese hinaus bekannt geworden.
Nachdem das Territorium seiner Diözese während des Kroatienkrieges 1991–1995 schwer verwüstet wurde, was er mit „Zuständen wie nach einem Tsunami“ beschreibt, hat Bischof Košić den Wiederaufbau nicht nur pastoraler Einrichtungen, sondern auch vieler Kulturdenkmäler vorangetrieben.
Als Vorsitzender der kroatischen Kommission „Justitia et pax“ zählt er zu den heftigsten Kritikern sowohl der ehemaligen, rechtsgerichteten Regierung Sanader/Kosor, als auch der aktuellen, linksgerichteten Regierung Milanović. Er selbst fällt häufig durch Geschichtsleugnung und einer Umdeutung der kroatisch-faschistischen Ustasa auf. Einerseits bezeichnet er die Ustasa nicht als Faschisten, sondern lediglich als Heimatverteidiger, andererseits leugnet er die Existenz des KZ Sisak im USK 1941–1945.
Bischof Košić hat auch die Förderung bedürftiger Studenten zu einem seiner vorrangigen Ziele erklärt. Nach seiner Amtseinführung gründete er die Stiftung „Fra Bonifacije Ivan Pavletić“, die mittlerweile über 50 Studenten mit Stipendien unterstützt.